# Ишбара
Ишбара (на старотюркски:  ) е каган на Тюркския каганат, управлявал през 581 – 587 година.

## Живот
Първороден син на кагана Исък и внук на основателя на каганата Бумън от рода Ашина, той е избран за каган след кратки междуособици през 581 година, заемайки мястото на братовчед си Амрак. През първите години от управлението си воюва с империята Суй, а след 584 година е ангажиран с продължителни вътрешни междуособици.
Ишбара умира през 587 година и е наследен от брат си Бага.